# Montaves
Montaves es una localidad española del municipio de Villar del Río, perteneciente a la provincia de Soria, en la comunidad autónoma de Castilla y León.

## Geografía
La localidad está ubicada en el partido judicial de Soria y en la comarca de las Tierras Altas. Se accede a ella por la carretera SO-615, y después un desvío dirección Huérteles, encontrándose Montaves a 3 km de Huérteles.
Con una altitud sobre el nivel del mar de 1375 m, es el segundo pueblo que se encuentra a mayor altura en la provincia de Soria, después de Beratón. Se encuentra en las faldas del Monte Cayo. Para la administración eclesiástica de la Iglesia católica, forma parte de la Diócesis de Osma la cual, a su vez, pertenece a la Archidiócesis de Burgos.

## Historia
A mediados del siglo XIX, el lugar tenía contabilizada una población de 60 habitantes. Aparece descrito en el decimoprimer volumen del Diccionario geográfico-estadístico-histórico de España y sus posesiones de Ultramar de Pascual Madoz de la siguiente manera:

MONTABES: l. con ayunt. en la prov. de Soria (7 leg.), part. jud. de Agreda (4 1/2), aud. terr. y c. g. de Burgos, dióc. de Calahorra y La Calzada. sit. al pié de la sierra del Cayo con esposicion al N., su clima es frio: tiene 15 casas y 1 igl. parr., aneja de la de San Miguel de San Pedro Manrique. Confina el térm. con los de Huerteles, Palacio, Castilfrio y Nababellida: El terreno es quebrado y de mediana calidad: caminos los que dirigen á los pueblos limítrofes. prod.: trigo, centeno, cebada, algunas legumbres ordinarias y yerbas de pasto con las que se mantiene ganado lanar y las yuntas necesarias para la agricultura, que con la recria del ganado constituye la ind. de los habitantes. pobl.: 15 vec., 60 alm. cap. imp.: 14,509 rs. 16 mrs.
(Madoz, 1848, p. 517)

## Patrimonio
La iglesia de San Juan Bautista está prácticamente derruida trasladándose el culto hace años a las antiguas escuelas. Se conserva el retablo que estaba en el altar mayor con la imagen del Santo. Se conservan también unas neveras medievales en el paraje del mismo nombre, que son unos pozos excavados en la tierra donde se almacenaba y prensaba la nieve en invierno para comercializarla en verano.